# Prototyphis
Prototyphis là một chi ốc biển, là động vật thân mềm chân bụng sống ở biển thuộc họ Muricidae, họ ốc gai.

## Các loài
Các loài thuộc chi Prototyphis bao gồm:
- Prototyphis angasi (Crosse, 1863)[2]
- Prototyphis eos (Hutton, 1873)[3]
- Prototyphis gracilis Houart & Héros, 2008[4]
- Prototyphis paupereques (Powell, 1974)[5]

## Hình ảnh

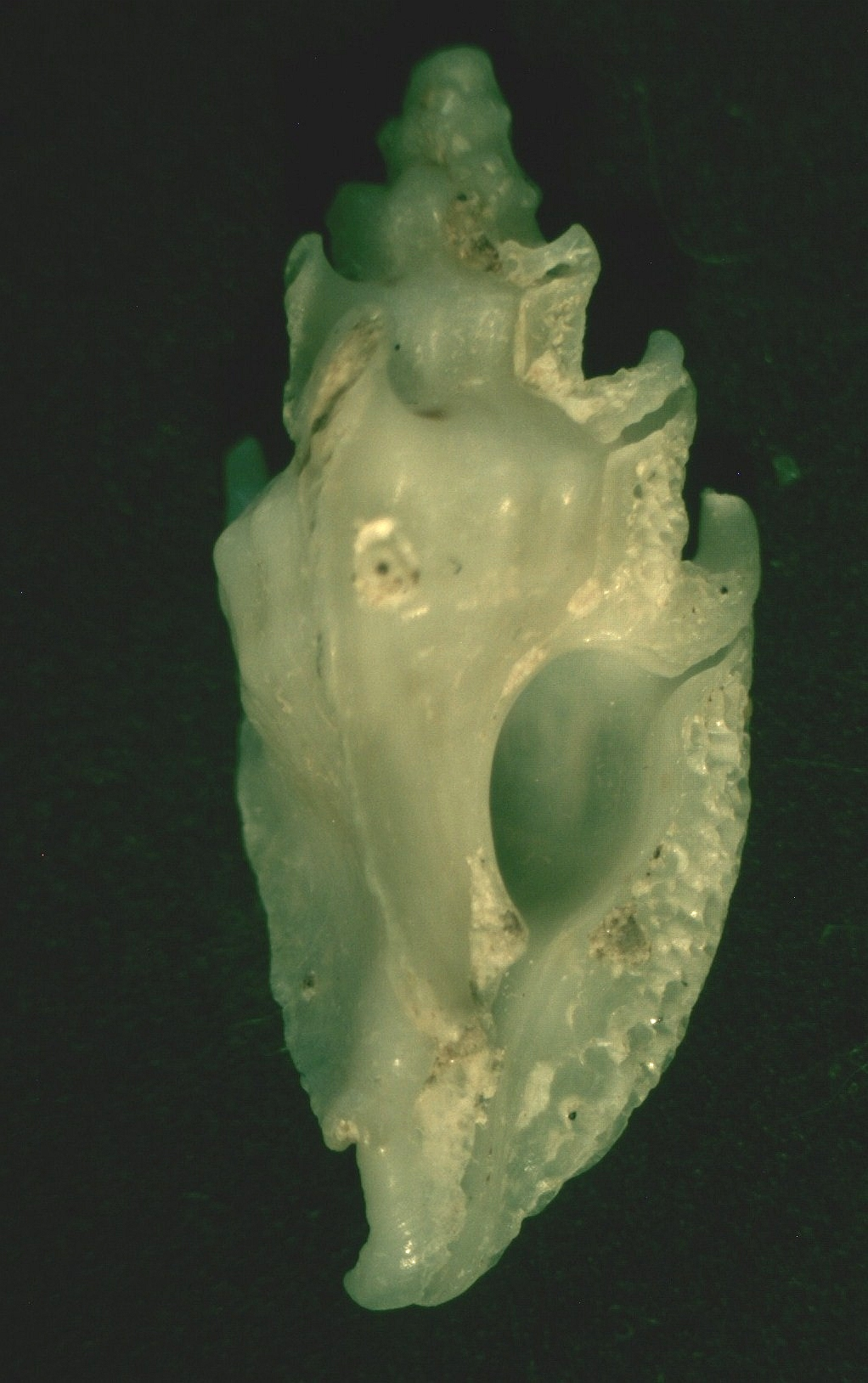